# 単縦陣
単縦陣（たんじゅうじん）とは、艦隊の各艦が縦一列に並ぶ陣形のこと。
基本的に2番目以降の艦は前の艦の後について動けばいいため、無線などが存在しない時代（あるいはあっても使えない状況）でも艦隊運動をしやすい。砲撃戦には有利だが衝角（ラム）戦には不利。
帆船時代のヨーロッパの海軍では、最上級の司令官が、単縦陣の先頭の艦（旗艦）に、それに次ぐ者が、2番目の艦に、3番目の者が最後尾の艦に搭乗することになっていた。このような配列になったのは、旗艦が沈んで2番目の艦が指揮を執ったり、全艦が一斉に反転し、それまで最後尾にいた艦が指揮を執るような場合もあるためである。 Admiral（海軍大将）、vice admiral（海軍中将）、rear admiral（海軍少将）という言葉はこれに由来する。 艦隊 (fleet)は三つの戦隊、戦隊 (squadron) は三つの隊 (division)からなり、前衛隊指揮官が中将、戦隊指揮官兼中央隊指揮官が大将、後衛隊指揮官が少将が務めた。艦隊も前衛戦隊、中央戦隊、後衛戦隊から成り、それぞれ大将が指揮官となるが、中央戦隊指揮官が艦隊司令長官となるため特に admiral of the fleetと呼ばれ、これが海軍元帥の由来となった。